# Carlos Vinícius
Carlos Vinícius Alves Morais (Rio de Janeiro, 25 marzo 1995) è un calciatore brasiliano, attaccante del Grêmio.

## Caratteristiche tecniche
È un centravanti dotato di una buona stazza fisica e un'ottima velocità sulle ripartenze, con un sinistro potente. Per caratteristiche ricorda l'ex attaccante dell'Inter Adriano.

## Carriera

### Club

#### Inizi
Cresciuto nel settore giovanile del Santos, nel 2014 passa al Palmeiras che lo aggrega al settore giovanile. Durante il periodo nel settore giovanile dei Verdão incorre in molte difficoltà (dovute principalmente al fatto che all'epoca giocava come difensore, ruolo a lui non congeniale) che gli fanno valutare anche l'addio al calcio, ma nel 2015 grazie a un'intuizione dell'allora allenatore dell'Under 20 del Palmeiras Marcos Valadares diventa un attaccante, riuscendo in poco tempo a diventare il capocannoniere della formazione giovanile. In quel periodo decide anche di abbandonare il vecchio soprannome Careca (come l'ex centravanti del Napoli).
Grazie al cambio di ruolo nel 2016 passa alla Caldense, formazione di Série D militante nel Campionato Mineiro, non riuscendo però a ritagliarsi molto spazio. Dopo questa esperienza, nel 2017 viene acquistato dal Grêmio Esportivo Anápolis (club brasiliano militante nel Campionato Goiano, molto vicino ad agenti del calcio portoghese).

#### Real SC e Napoli
Il 4 luglio 2017 viene ingaggiato dal Real Sport Clube, squadra militante all'epoca in Segunda Liga portoghese. Il 29 luglio debutta nella partita di Taça da Liga giocata sul campo del Belenenses, realizzando al 58' il gol vittoria. Il 6 agosto mette a segno una tripletta nel 4-1 al Leixões, primo giocatore a realizzare un hat-trick al debutto nella seconda divisione lusitana. A gennaio è acquistato dal Napoli, che lo lascia in prestito in Portogallo fino al termine della stagione. Si laurea vicecapocannoniere della Segunda Liga con 19 reti in 37 partite, non riuscendo però a evitare la retrocessione del Real SC.

#### Rio Ave e Monaco
Dopo aver svolto la preparazione estiva con il Napoli, il 24 agosto 2018 è ceduto in prestito annuale al Rio Ave. Il 2 settembre esordisce in Primeira Liga nella vittoria 2-1 contro il Portimonense. Trova il primo gol nel massimo campionato portoghese alla seconda appirizione, la vittoria 3-1 sul campo del Santa Clara. Segue una doppietta al Boavista.
L'ottimo rendimento realizzativo al Rio Ave, 14 gol in 20 partite, attira l'interesse di vari club. Il 30 gennaio 2019 il Napoli, interrotto il prestito ai lusitani, lo cede con la medesima formula ai francesi del Monaco. La squadra del Principato, in notevole difficoltà in classifica dopo una prima parte di stagione disastrosa, lo fa esordire subito nella vittoria 2-1 contro il Tolosa. Il 15 marzo, schierato per la prima volta titolare dall'allenatore Leonardo Jardim, realizza il gol decisivo nella vittoriosa trasferta di Lilla che avvicina notevolmente il Monaco alla salvezza. Nelle successive partite, pur partendo quasi sempre dalla panchina, si fa notare con buone prestazioni nell'uno contro uno e come discreto assist-man. Trova il secondo goal con la maglia del Monaco nei minuti finali del match casalingo contro il Saint-Etienne, alla trentacinquesima giornata, in cui era subentrato al 73' a Naldo, rete che però non serve a evitare la sconfitta della propria squadra, col match terminato 2-3. A fine stagione, conquistata la salvezza col club monegasco, fa rientro a Napoli.

#### Benfica
Il 20 luglio 2019 viene ufficializzato il suo passaggio a titolo definitivo al Benfica per 17 milioni di euro. Il 10 agosto 2019 subentra al 78' nel match contro il Paços Ferreira e segna il primo gol con la maglia del Benfica. Il 30 novembre seguente segna la sua prima tripletta in Liga NOS nel match disputato in casa contro il Marítimo. Mette insieme 44 presenze e 24 gol tra campionato, coppe portoghesi, Champions ed Europa League.

#### Tottenham e PSV
Il 2 ottobre 2020 viene ceduto al Tottenham con la formula del prestito oneroso da 3 milioni di euro e il diritto di riscatto fissato a 45 milioni di euro. Nel corso della breve parentesi inglese viene utilizzato principalmente negli scontri di coppe, collezionando in totale ben 10 reti in 22 partite.
Rientrato al Benfica, il 31 agosto 2021 viene ceduto al PSV con la formula del prestito biennale.

#### Fulham, prestito al Galatasaray e ritorno in Inghilterra
Il 1º settembre 2022 fa ritorno in Premier League, venendo acquistato dal Fulham. Dopo una stagione e mezza viene ceduto in prestito per sei mesi ai turchi del Galatasaray dove non incide molto, ritornato ai cottagers colleziona solo 3 presenze per poi non vedergli rinnovato il contratto a giugno 2025.
Ritorno in patria al Gremio
Il 23 luglio 2025 si trasferisce al Grêmio firmando un contratto valido fino a dicembre 2026.

## Statistiche

### Presenze e reti nei club
Statistiche aggiornate al 2 febbraio 2024.
| Stagione             | Squadra              | Campionato           | Campionato | Campionato | Coppe nazionali | Coppe nazionali | Coppe nazionali | Coppe continentali | Coppe continentali | Coppe continentali | Altre coppe | Altre coppe | Altre coppe | Totale | Totale |
| Stagione             | Squadra              | Comp                 | Pres       | Reti       | Comp            | Pres            | Reti            | Comp               | Pres               | Reti               | Comp        | Pres        | Reti        | Pres   | Reti   |
| -------------------- | -------------------- | -------------------- | ---------- | ---------- | --------------- | --------------- | --------------- | ------------------ | ------------------ | ------------------ | ----------- | ----------- | ----------- | ------ | ------ |
| 2016                 | Caldense             | M1/MG                | 1          | 0          | CB              | 0               | 0               |                    | -                  | -                  | -           | -           | 1           | 0      |        |
| 2017-2018            | Real SC              | LdH                  | 37         | 19         | CP+CdL          | 0+1             | 1               |                    | -                  | -                  |             | -           | -           | 38     | 20     |
| 2018-gen. 2019       | Rio Ave              | PL                   | 14         | 8          | CP+CdL          | 3+3             | 5+1             |                    | -                  | -                  |             | -           | -           | 20     | 14     |
| gen.-giu. 2019       | Monaco               | L1                   | 16         | 2          | CF+CdL          | -               | -               | UCL                | -                  | -                  | SF          | -           | -           | 16     | 2      |
| 2019-2020            | Benfica              | PL                   | 32         | 18         | CP+CdL          | 5+1             | 4+0             | UCL+UEL            | 6+2                | 2+0                |             | -           | -           | 44     | 24     |
| set. 2020            | Benfica              | PL                   | 1          | 0          | CP+ CdL         | -               | -               | UCL                | 1                  | 0                  |             | -           | -           | 2      | 0      |
| Totale Benfica       | Totale Benfica       | Totale Benfica       | 33         | 18         |                 | 6               | 4               |                    | 9                  | 2                  |             | -           | -           | 46     | 24     |
| set. 2020-2021       | Tottenham            | PL                   | 9          | 1          | FACup+CdL       | 3+1             | 3+0             | UEL                | 9                  | 6                  |             | -           | -           | 22     | 10     |
| 2021-2022            | PSV                  | ED                   | 23         | 6          | CO              | 3               | 0               | UEL+UECL           | 6+4                | 1+0                | SO          | -           | -           | 36     | 7      |
| ago. 2022            | PSV                  | ED                   | 1          | 0          | CO              | -               | -               | UCL                | 1                  | 0                  | SO          | -           | -           | 2      | 0      |
| Totale PSV Eindhoven | Totale PSV Eindhoven | Totale PSV Eindhoven | 24         | 6          |                 | 3               | 0               |                    | 11                 | 1                  |             | -           | -           | 38     | 7      |
| ago. 2022-2023       | Fulham               | PL                   | 28         | 5          | FACup+CdL       | 4+0             | 0+0             | -                  | -                  | -                  |             | -           | -           | 32     | 5      |
| 2023-feb. 2024       | Fulham               | PL                   | 13         | 2          | FACup+CdL       | 1+2             | 0+0             |                    | -                  | -                  |             | -           | -           | 16     | 3      |
| feb.- giu. 2024      | Galatasaray          | SL                   | 10         | 1          | CT              | 2               | 1               | UCL+UEL            | 0+2                | 0                  | ST          | 0           | 0           | 14     | 2      |
| 2024-2025            | Fulham               | PL                   | 3          | 0          | FACup+CdL       | 1+0             | 0+0             | -                  | -                  | -                  | -           | -           | -           | 4      | 0      |
| Totale Fulham        | Totale Fulham        | Totale Fulham        | 44         | 7          |                 | 8               | 0               |                    | -                  | -                  |             | -           | -           | 52     | 8      |
| 2025                 | Grêmio               | A                    | 2          | 0          | CB              | 0               | 0               | CS                 | -                  | -                  | -           | -           | -           | 2      | 0      |
| Totale carriera      | Totale carriera      | Totale carriera      | 190        | 62         |                 | 30              | 15              |                    | 31                 | 9                  |             | 0           | 0           | 249    | 87     |

## Palmarès

### Club
- Supercoppa di Portogallo: 1

Benfica: 2019
- Coppa dei Paesi Bassi: 1

PSV: 2021-2022
- Supercoppa di Turchia: 1

Galatasaray: 2023
- Campionato turco: 1

Galatasaray: 2023-2024

### Individuale
- Capocannoniere della Primeira Liga: 1

2019-2020 (18 gol, a pari merito con Mehdi Taremi e Pizzi)